# 柯子湖
柯子湖，原寫為柯仔湖，是台灣新竹縣竹東鎮的一個傳統地域名稱，位於該鎮西部偏南。相較於今日行政區，其範圍大致與柯湖里相近。

## 歷史
台灣清治末期至日治前期，柯子湖地區為一街庄，稱為「柯仔湖庄」，隸屬於竹北一堡。該庄北及東北與頭重埔庄為鄰，東與二重埔庄為鄰，南邊為草山庄，西邊為金山面庄。
1901年（日治明治三十四年）11月，全台設二十廳，該庄隸屬於新竹廳。1909年（明治四十二年）10月，合併二十廳為十二廳，該庄隸屬不變。1920年（大正九年），廢十二廳改設五州二廳，該庄改制並雅化為「柯子湖」大字，隸屬於新竹州竹東郡竹東街。
戰後竹東街改制為竹東鎮，隸屬於新竹縣，大字亦改制為里。1950年桃、竹、苗分治，竹東鎮隸屬不變。

## 交通
國道3號又稱「福爾摩沙高速公路」，是貫穿台灣西部的兩條縱向高速公路之一，大致以橫向轉東北—西南走向經過柯子湖地區中部。境內未設交流道，東側最近的是縣道120號交會口的竹林交流道，西側最近的是雙溪地區大雅路交會口的寶山交流道，由此等進入可快速前往台灣西部各地。
縣道122號又稱「南清公路」，是南寮至五峰土場的道路，大致以西北西—東南東走向經過本地區西北部邊界地帶，向東可前往竹東市區、五峰、土場，向西可前往國道1號新竹交流道、新竹市區、南寮。
柯湖路一段～三段、雲南路是本地區內部主要連絡道路。